# Ульссон, Линнея
Не следует путать со шведской гитаристкой Линнеей Ульссон (род. 1986).
Линнея Матильда Ульссон (швед. Linnea Matilda Olsson, род. 1983, Хальмстад) — шведская певица, автор-исполнитель, известна также как мультиинструменталистка (особенно как виолончелистка). Автор нескольких музыкальных альбомов. Радиожурналист Роберт Сигел назвал Ульссон «артисткой, чей чарующий голос и мастерская игра на виолончели покорили аудиторию далеко за пределами её родной Швеции». Помимо виолончели, играет на гитаре, бас-гитаре, фортепиано, синтезаторе и ударных.

## Биография
Родилась и выросла в Хальмстаде — небольшом городе на юго-западном побережье Швеции. Её родители — музыканты; для них, по словам Ульссон, музыка была и остаётся одной из целей в жизни, поэтому в детстве она росла, окружённая музыкой «всё время и со всех сторон», и со временем почувствовала по отношению к музыке то же, что чувствуют её родители. Она считает музыку «абсолютным источником радости» и говорит, что хочет заниматься ею всю оставшуюся жизнь, «так долго, как сможет».

## Альбомы, мини-альбомы и синглы
- 2012: Ah! (11 песен, Götterfunk Produktion)
- 2014: Breaking and Shaking (6 песен, Götterfunk Produktions, Sony)
- 2014: Dinosaur (Pomp Tyrannosaurus Remix, сингл)
- 2014: Giddy Up! (сингл)
- 2014: Dinosaur (сингл)
- 2015: Sailing (сингл)
- 2016: Tänd ett ljus (сингл)
- 2016: Go Your Own Way (сингл)
- 2016: Weekend (сингл)
- 2017: Hall of Tragedy (сингл)
- 2017: For Show (5 песен, Götterfunk Produktions)
- 2017: Summer II (сингл)
- 2017: Why you put me there? (сингл)
- 2017: Not for Show (5 песен)

Уже в шесть лет начала играть на виолончели. В детстве любила слушать ABBA и Бьорк; среди других её музыкальных предпочтений детства — нидерландская певица Анук и британская рок-группа Skunk Anansie. Училась в Стокгольме в Королевской высшей музыкальной школе (2004—2007). Среди её кумиров того периода на одном из первых мест был американский виолончелист и композитор Артур Расселл (1951—1992), известный многожанровостью своего творчества. Подражая ему, она начала сочинять поп-музыку с виолончелью в качестве основного инструмента. Играла в группах Isildurs Bane и Paintbox.
Дебютный сольный альбом (Ah!) вышел в 2012 году. Ульссон рассказывала, что музыка этого альбома долгое время как бы накапливалась у неё внутри, а затем она почувствовала, что настал момент выпустить эту музыку из себя. Поэтому, по её словам, многие песни этого альбома являются в значительной степени импровизацией: они как бы написали себя сами внутри неё. Тексты некоторых песен этого альбома (например, Giddy Up!) похожи на странные сказки. Песня Ah!, давшая название альбому, начинается с эффекта эха; по словам Ульссон, ей нравится, как этот эффект делает все звуки более насыщенными.
Ульссон неоднократно сотрудничала с различными музыкантами: гастролировала с такими артистами, как Ане Брюн и София Карлссон, сотрудничала с Фридой Хювёнен, Ниной Кинерт, Йенни Абрахамсон и Ребеккой Карийорт. Участвовала в двухгодичном концертном туре Питера Гэбриела Back to Front Tour (2012—2014) в качестве бэк-вокалистки, виолончелистки и клавишника.

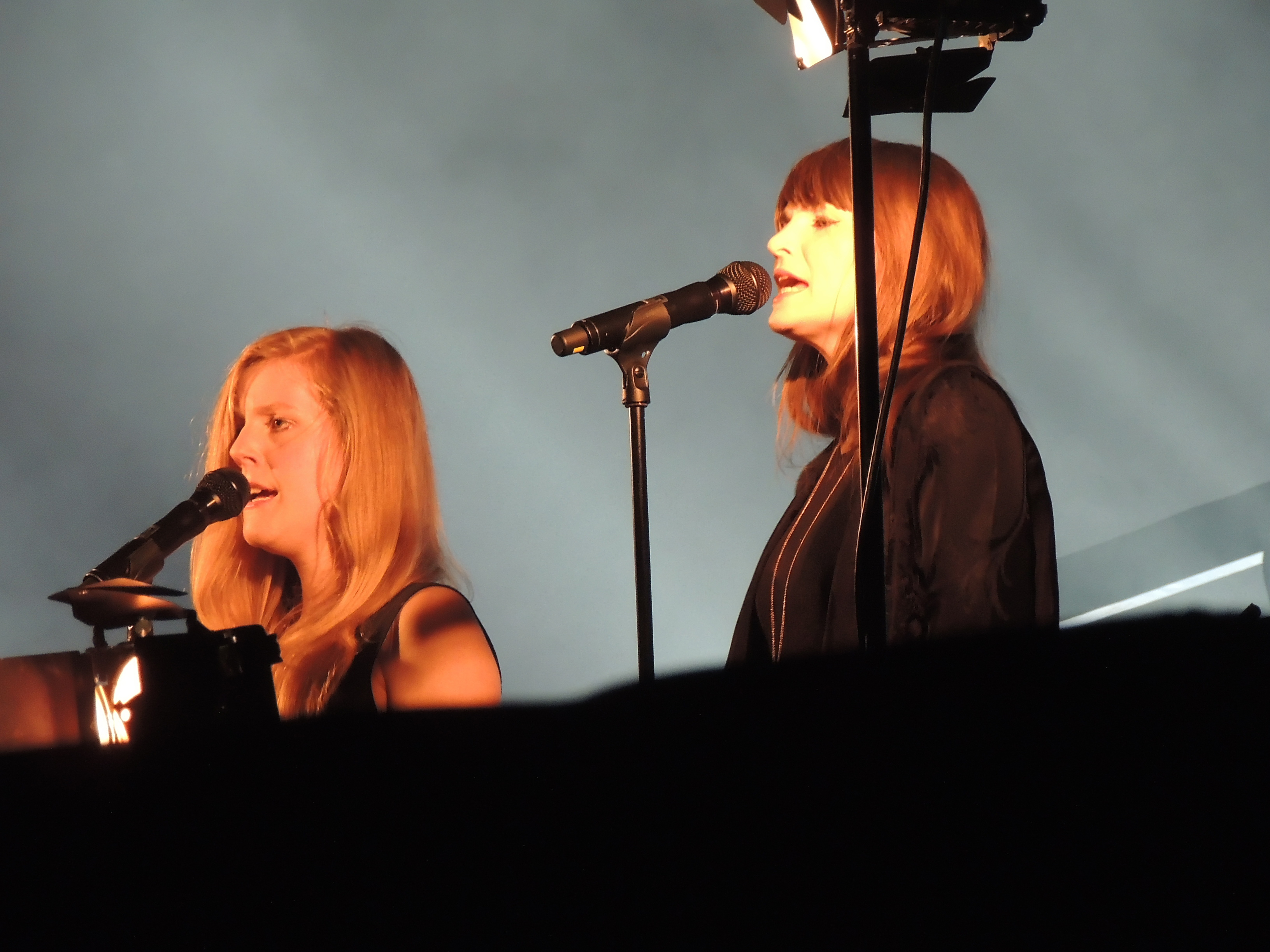
Линнея Ульссон (слева) и Йенни Абрахамсон выступают на концерте в рамках концертного тура Питера Гэбриела Back to Front Tour. Франкфурт, 29 апреля 2014

Мини-альбомы For show и Not for show, выпущенные, соответственно, в феврале и сентябре 2017 году, контрастируют друг с другом. Музыку For show Ульссон называет грустной, «тёмной», непростой для восприятия, имеющей непосредственное отношение к её собственному «я»; она объясняет, что создавала её в «трудный период» своей жизни, в состоянии подавленности (к примеру, в песне Weekend она рассказывает о своих планах так напиться в пятницу, чтобы на 36 часов, до утра воскресенья, потерять контакт с действительностью, услышать, как её имя, Линнея, «будут петь … большими буквами» — и забыть обо всём, что произошло на прошедшей неделе). Однако, по её словам, в подавленном состоянии, когда она в нём находится, можно найти и свои преимущества: когда ей хуже, она пишет больше и лучше. Относительно же второго мини-альбома Ульссон сказала, что он, скорее, описывает бегство от действительности.
В 2017 году Ульссон для исполнения своей новой и уже выпущенной музыки организовала трио виолончелисток, пригласив в него своих бывших сокурсниц по Королевской высшей музыкальной школе Марику Дальбек и Эмму Бесков.
В качестве певицы принимала участие в музыкальном оформлении инди-игры Sayonara Wild Hearts (2019).